# プロフットボール・ウィークリー
プロフットボールウィークリー（Pro Football Weekly 略してPFW）は、アメリカのスポーツ雑誌。イリノイ州リバーウッズに本社を置く Pro Football Weekly LLCが発行していた。1967年に創刊した雑誌は、2013年に廃刊し、46年に渡る歴史を閉じた。
1967年にシカゴでアーサー・アーカッシュが彼の他に従業員は簿記をする彼の母親1人で雑誌は創刊された。アーサーは1979年に亡くなり、その後ハブ・アーカッシュと彼の兄弟ダンが後を継いだ。1970年代、1980年代にNFLの人気が急上昇すると、雑誌は象徴的なブランドになった。ESPNやデジタル時代が到来するまで、雑誌はNFL各チームの幅広い情報や分析をアメリカンフットボールファンに提供し続け、地元チームに焦点を当てたメディアや全米のメディアを補完する存在であった。
アーサーの息子、ハブ・アーカッシュが35年に渡って編集長を務めた。
25年に渡ってシーズンプレビュー雑誌、ファンタジーフットボールガイドでトップの売り上げを誇った。
2010年、200万ドルの資金を新たなデジタルプランに投資した。その結果、サイトへのアクセスは3倍にもなり、モバイルサービスへの登録者は130万人となり、ビデオ映像の再生回数は1500万回から1800万回に及んだ。
その反面、出版不況の影響を被り、誰もが無料のサービスを好むようになり、計画の10%の売り上げしか果たせなかった。
2013年、アーカッシュがウェブサイトで、資産14万3000ドルに対して負債が850万ドルであることを明かした。
最後の5年間にはデジタルメディアの登場もあり急速に会社の財政が悪化したという。